# Nigel Phelps
Nigel Phelps (* 16. März 1962 in Lincolnshire, Großbritannien) ist ein britischer Filmarchitekt.

## Leben
Phelps erhielt seine künstlerische Ausbildung an Londons Slade School of Fine Art. Erste praktische Erfahrungen sammelte er mit den Entwürfen von Werbeclips und Musikvideos. Drei dieser Videos (mit Lenny Kravitz, En Vogue und David Bowie) erhielten vom Musiksender MTV Nominierungen für einen Musikpreis.
Beim Film begann Nigel Phelps unter Anton Furst. Seine erste Arbeit war 1983 die eines Zeichners bei dem Fantasyfilm Die Zeit der Wölfe. Zwei Jahre darauf holte ihn Furst als seinen Designassistenten zu Stanley Kubricks Vietnamkriegsfilm Full Metal Jacket. Bei Fursts folgenden Arbeiten High Spirits und Batman diente Nigel Phelps bereits als einfacher Filmarchitekt. 1994 konnte er bei dem Actionstreifen Judge Dredd erstmals alleinverantwortlich die Filmbauten entwerfen. Seitdem ist Phelps einer der wichtigsten Szenenbildner Hollywoods, der ausschließlich für aufwendige, actionreiche A-Filme wie Alien – Die Wiedergeburt, Pearl Harbor, Troja, Transformers – Die Rache, Transformers 3 und World War Z herangezogen wird.

## Filmografie (komplett)
als Filmarchitekt, ab 1994 in alleiniger Verantwortung
- 1985: Christmas Present[2]
- 1986: Wish You Were Here – Ich wollte, du wärst hier (Wish You Were Here)
- 1987: Jake’s Journey (Fernsehfilm)
- 1988: High Spirits
- 1989: Batman
- 1989: Geheimprotokoll (Hidden Agenda)
- 1994: Judge Dredd
- 1997: Alien – Die Wiedergeburt (Alien: Resurrection)
- 1998: Jenseits der Träume (In Dreams)
- 1999: Der Knochenjäger (The Bone Collector)
- 2000: Pearl Harbor
- 2003: Troja (Troy)
- 2004: Die Insel (The Island)
- 2007: Die Mumie: Das Grabmal des Drachenkaisers (The Mummy: Tomb of the Dragon Emperor)
- 2009: Transformers – Die Rache (Transformers: Revenge of the Fallen)
- 2011: Transformers 3
- 2013: World War Z
- 2017: Life
- 2017: Pirates of the Caribbean: Salazars Rache
- 2019: Pokémon Meisterdetektiv Pikachu